# Olli Remes
Olli Remes (8 septembre 1909 à Iisalmen maalaiskunta – 31 décembre 1942) était un fondeur finlandais.

## Championnats du monde
- Championnats du monde de ski nordique 1934 à Solleftea 
  -  Médaille de bronze sur 50 km.